# Seydou Badjan Kante
Seydou Badjan Kante (ur. 7 sierpnia 1981), piłkarz z Wybrzeża Kości Słoniowej, a na boisku występuje jako prawy pomocnik.

## Życiorys
Seydou Kante nosi przydomek Badjan, od kiedy przeniósł się z ASEC Mimosas do belgijskiego KSK Beveren. W ASEC grał w latach 1999-2003, a w Beveren - 2003-2007. W sezonie 2007/2008 był piłkarzem FC Istres.
W reprezentacji Wybrzeża Kości Słoniowej Kante rozegrał 6 meczów. Grał m.in. w Pucharze Narodów Afryki 2002.

## Kariera w liczbach
| Sezon   | Klub         | Kraj    | Flaga                    | Rozgrywki            | Mecze | Bramki |
| ------- | ------------ | ------- | ------------------------ | -------------------- | ----- | ------ |
| 1999    | ASEC Mimosas | WKS     | Wybrzeże Kości Słoniowej | Ligue 1 MTN          | ?     | ?      |
| 2000    | ASEC Mimosas | WKS     | Wybrzeże Kości Słoniowej | Ligue 1 MTN          | ?     | ?      |
| 2001    | ASEC Mimosas | WKS     | Wybrzeże Kości Słoniowej | Ligue 1 MTN          | ?     | ?      |
| 2002    | ASEC Mimosas | WKS     | Wybrzeże Kości Słoniowej | Ligue 1 MTN          | ?     | ?      |
| 2003    | ASEC Mimosas | WKS     | Wybrzeże Kości Słoniowej | Ligue 1 MTN          | ?     | ?      |
| 2003/04 | KSK Beveren  | Belgia  | Belgia                   | Eerste Klasse        | 9     | 0      |
| 2004/05 | KSK Beveren  | Belgia  | Belgia                   | Eerste Klasse        | 31    | 1      |
| 2005/06 | KSK Beveren  | Belgia  | Belgia                   | Eerste Klasse        | 17    | 0      |
| 2006/07 | KSK Beveren  | Belgia  | Belgia                   | Eerste Klasse        | 15    | 1      |
| 2007/08 | FC Istres    | Francja | Francja                  | Championnat National | 9     | 0      |